# Tiffin (objet)

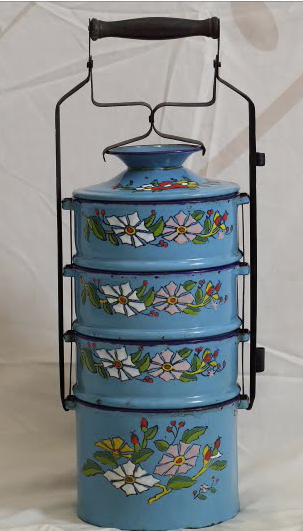
Un tiffin peranakan

Un tiffin, porteur tiffin (anglais : tiffin carrier, de tiffin, qui désigne en Inde un repas léger, et qui vient de l'argot anglais to tiff signifie siroter un alcool), dabba ou Henkelmann sont des boîtes à déjeuner (en) utilisées en Asie et dans les Caraïbes, assemblages de gamelles formant une sorte de tour, avec le compartiment du bas contenant généralement le riz

## Appellations
Ce contenant est aussi connu sous le nom de rantang en indonésien et mangkuk tingkat ("bols nivelés") en malais ; tandis qu'en thaï, il est appelé pin to (ปิ่นโต [ˈpìn ˈtoː]), et au Cambodge, chan srak (khmer : ចានស្រាក់). En hokkien, on les désigne par uánn-tsân (chinois : 碗層). Dans les pays arabes, ils sont appelés safartas (سفرطاس, du turc sefer tası signifiant "bols de voyage"). Le mot hongrois est éthordó ("porteur de nourriture").

## Histoire
Selon l'ouvrage The Raj At Table de David Burton, le tiffin est apparu au XIXe siècle. Ce ne serait pas seulement le mot tiffin, mais le tiffin en tant que support de déjeuner qui serait devenu populaire dans les années 1880, lorsque les Britanniques instaurèrent la tradition de prendre un en-cas plus léger après le déjeuner, (délibérément) léger pour survivre à la chaleur en Inde. Qu'il s'agisse du risque lié aux serpents, de l'inconvénient de la nourriture dans un sac ou du simple ennui de manger du sattu et du riz bouilli séché, les contenants en métal furent vite adoptés, et la popularité des seaux, qui finirent par être compartimentés pour pouvoir transporter davantage de nourriture, conduisirent à l'apparition d'aliments de voyage comme le chikki, le doodh roti, le Khakhra, le gurgoli (barre énergétique) et le célèbre chivda ;  Si le corps métallique gardait la nourriture au chaud pendant un temps raisonnable, sa lourdeur décourageait non seulement les voleurs mais aussi les marchands qui refusaient d'en porter plus de deux s'ils voyageaient seuls.

## Utilisation
En 2022, son utilisation revient à la mode, notamment parce que son utilisation permet de limiter les déchets

### Allemagne
Un dispositif très similaire est appelé Henkelmann en Allemagne. Il est généralement rond ou ovale, comme les gamelles. Le Henkelmann était très populaire jusque dans les années 1960, mais il est très rarement utilisé par les Allemands aujourd'hui. 

### Hongrie
Ils sont également très utilisés en Hongrie, principalement pour transporter des repas de restaurant pour les consommer à la maison. La version hongroise contient généralement une soupe, un plat principal et un morceau de gâteau.

### Inde
À Bombay, il existe un système de livraison complexe et efficace qui livre régulièrement des déjeuners chauds emballés dans des dabbas aux employés de bureau de la ville depuis leur domicile en banlieue ou chez un traiteur. Ce système fait appel à des livreurs connus sous le nom de dabbawallahs

## Conception
Normalement, ces récipients comportent deux ou trois étages, mais les versions plus élaborées peuvent en avoir quatre. L'étage inférieur, parfois plus grand que les autres, est celui qui est généralement utilisé pour le riz. Les porte-bagages s'ouvrent en déverrouillant un petit loquet de chaque côté de la poignée. Les porte-tabliers sont généralement fabriqués en acier et parfois en aluminium, mais des versions en émail et en plastique ont été fabriquées par des entreprises européennes. 

## Galerie

Différentes versions
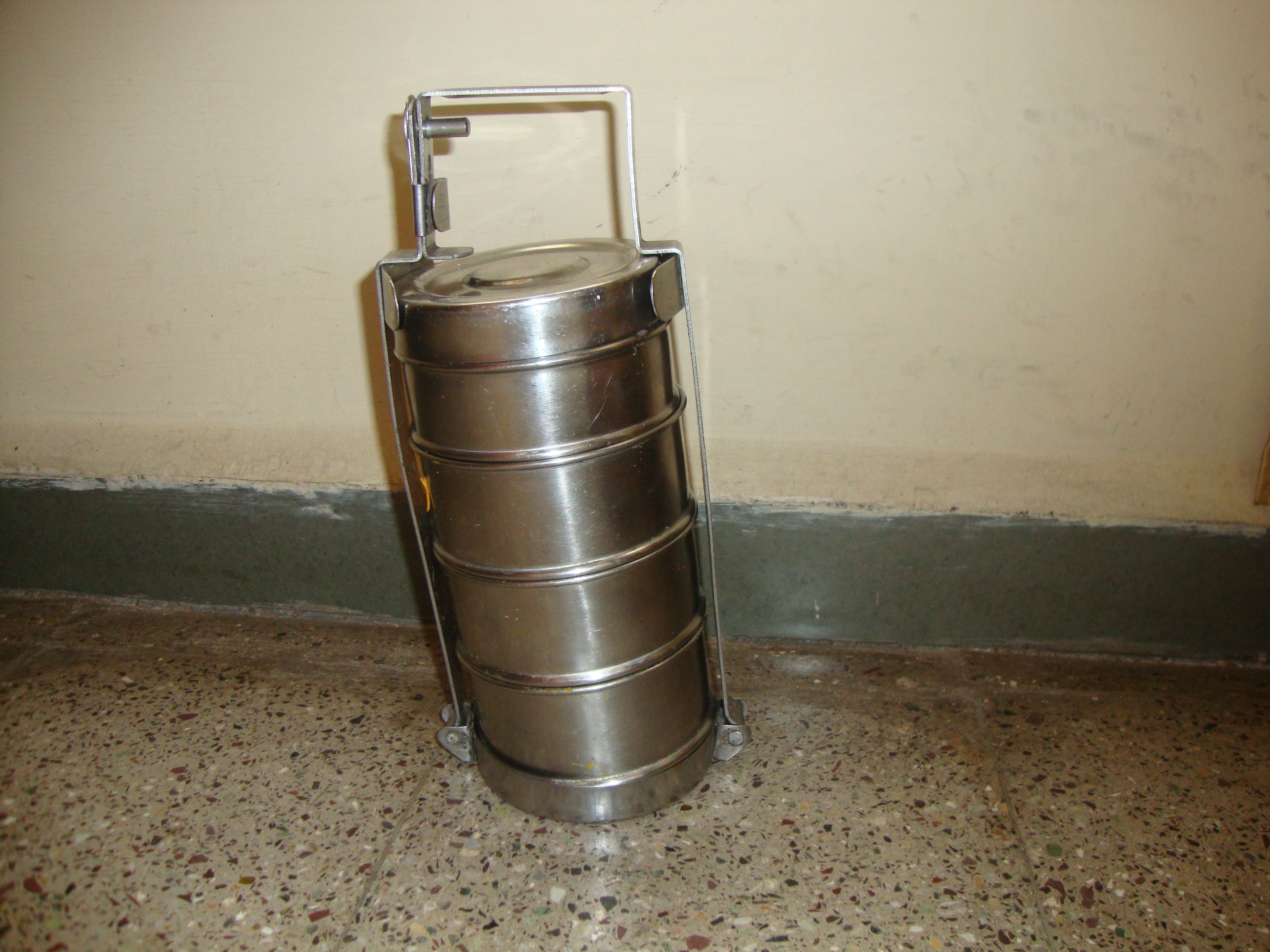
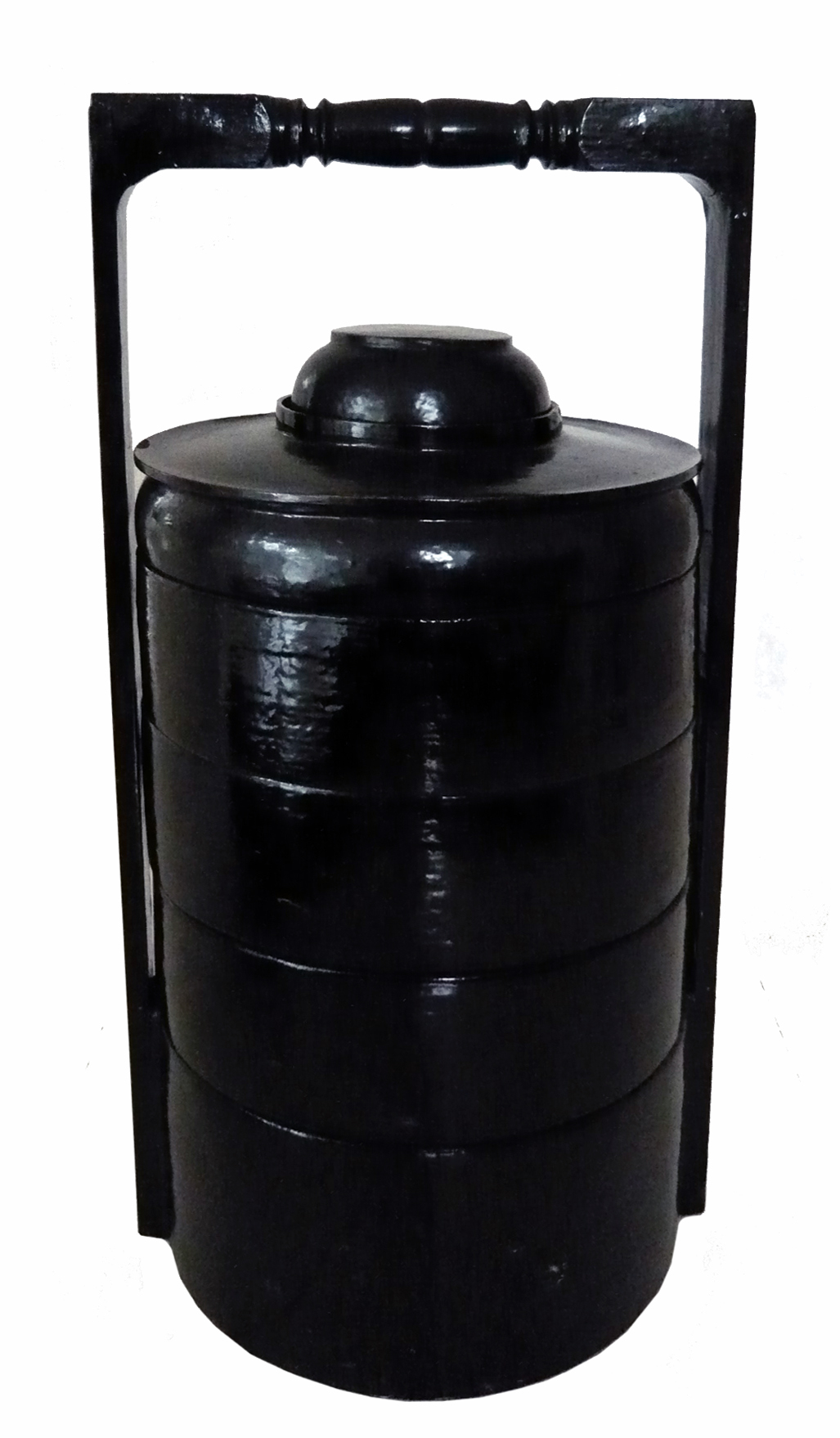
Version birmane
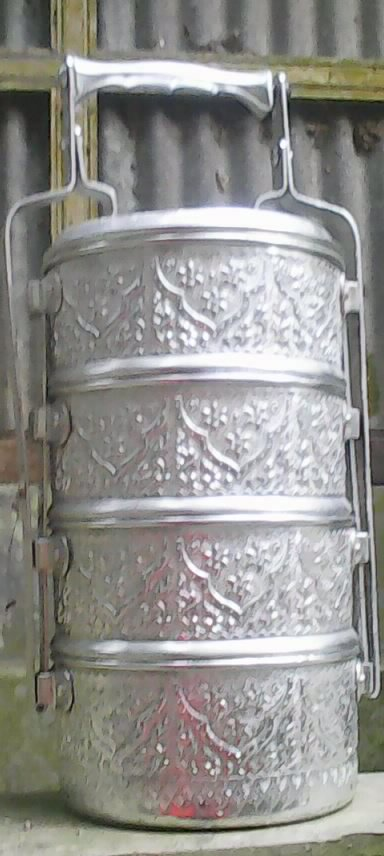
Version thaïlandaise
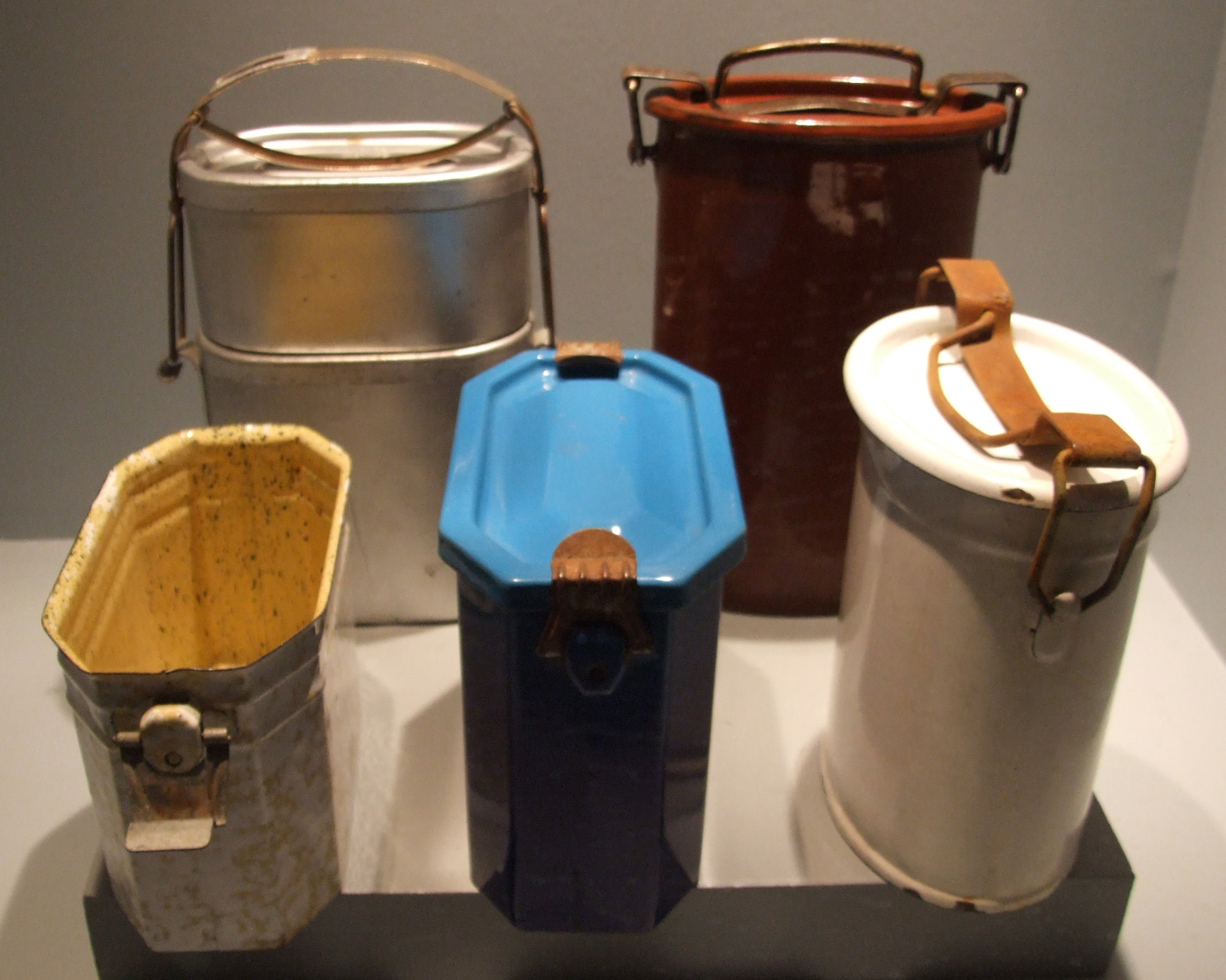
Versions allemandes
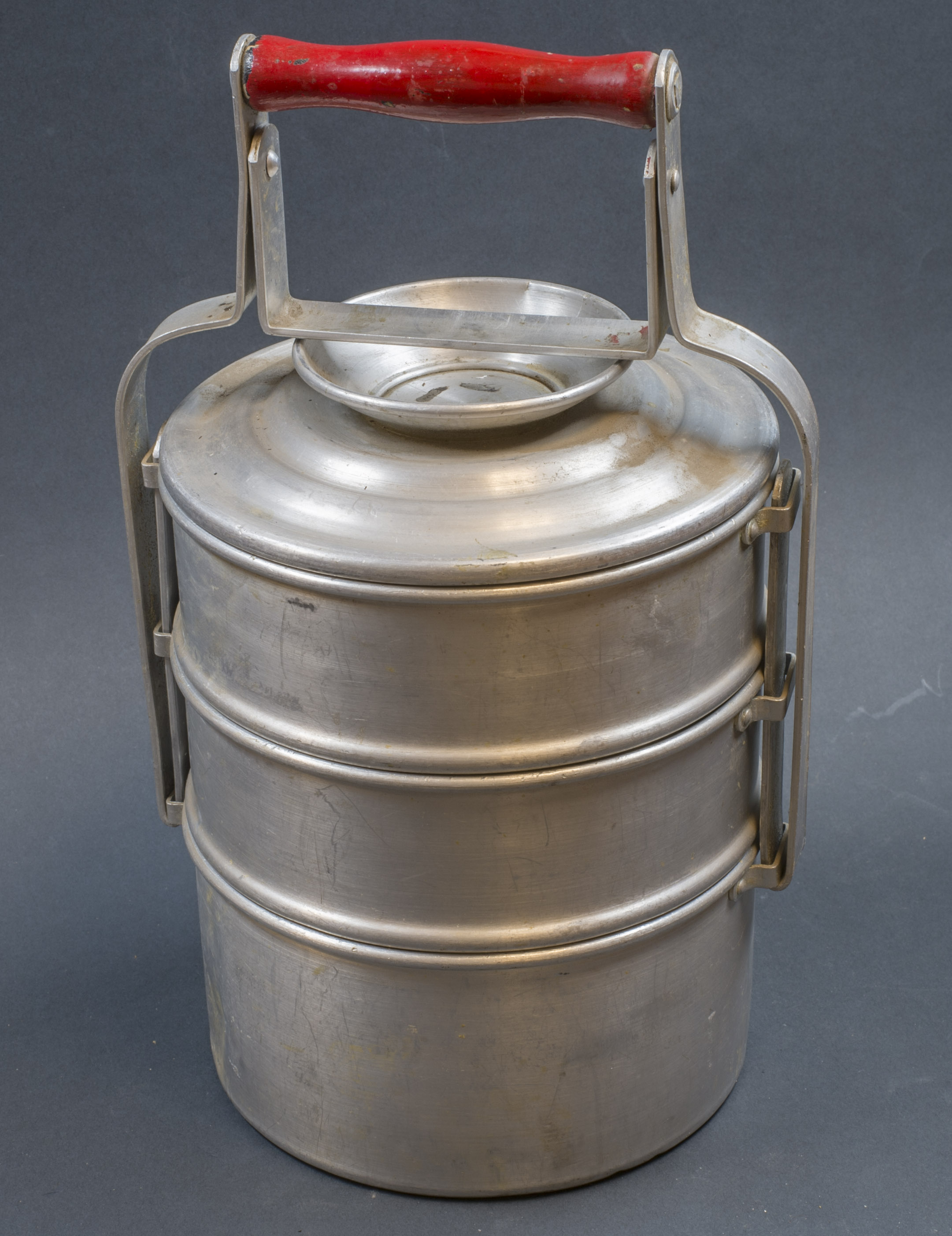

dabbawallahs
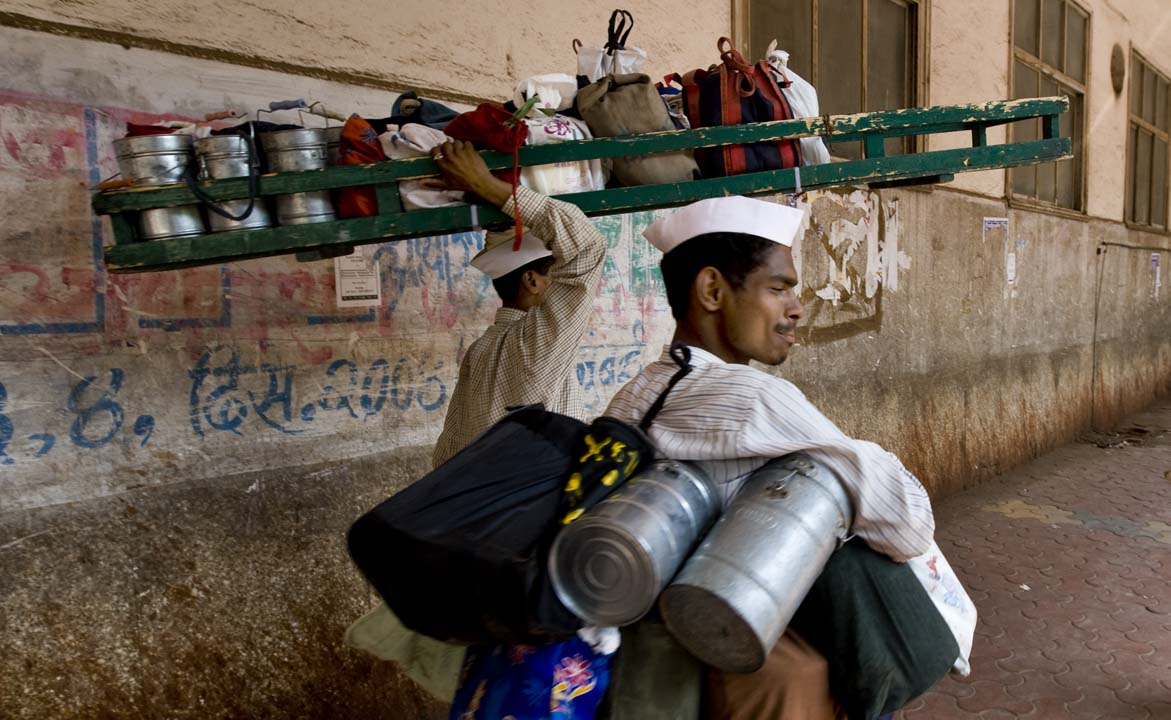
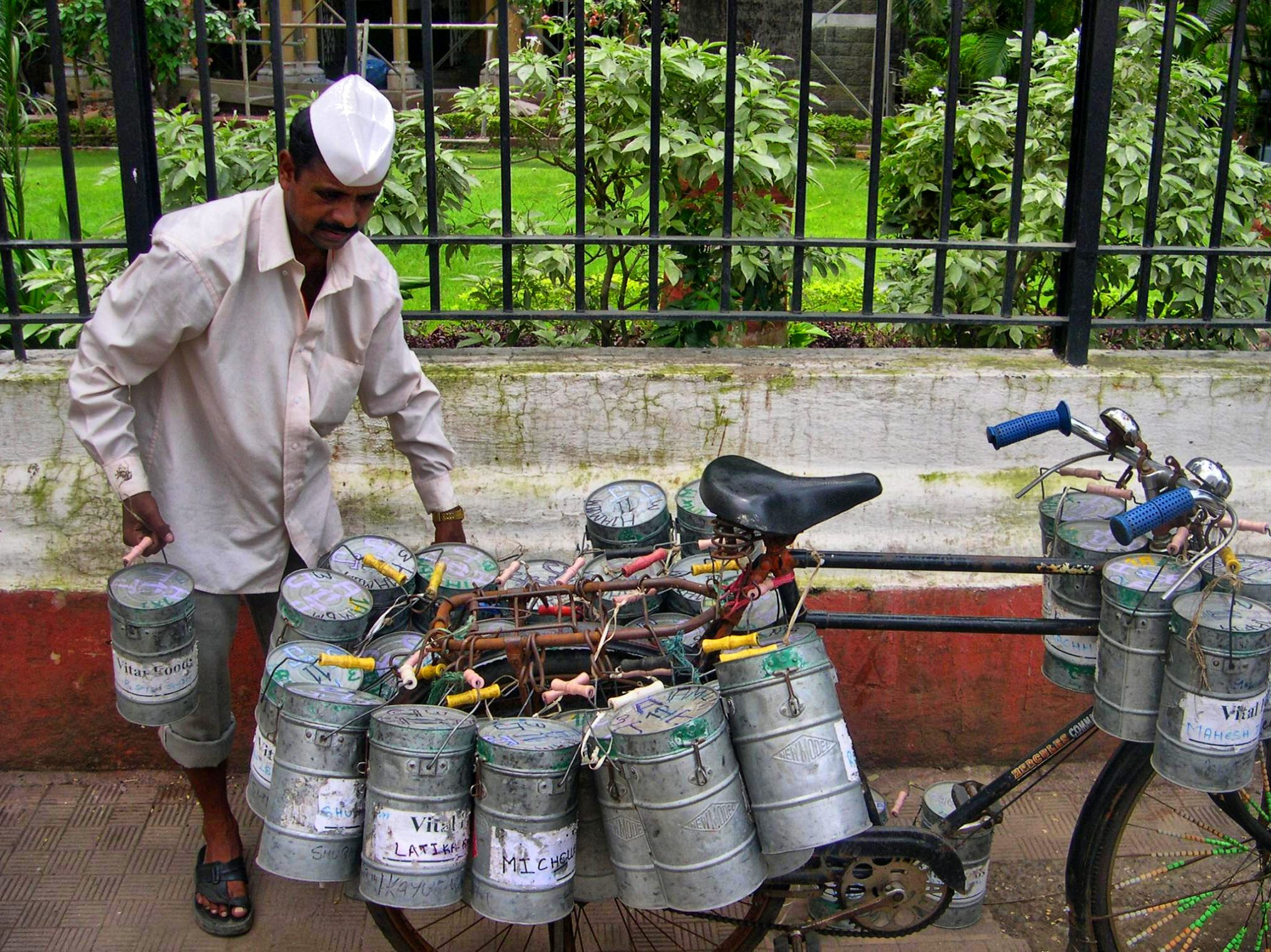
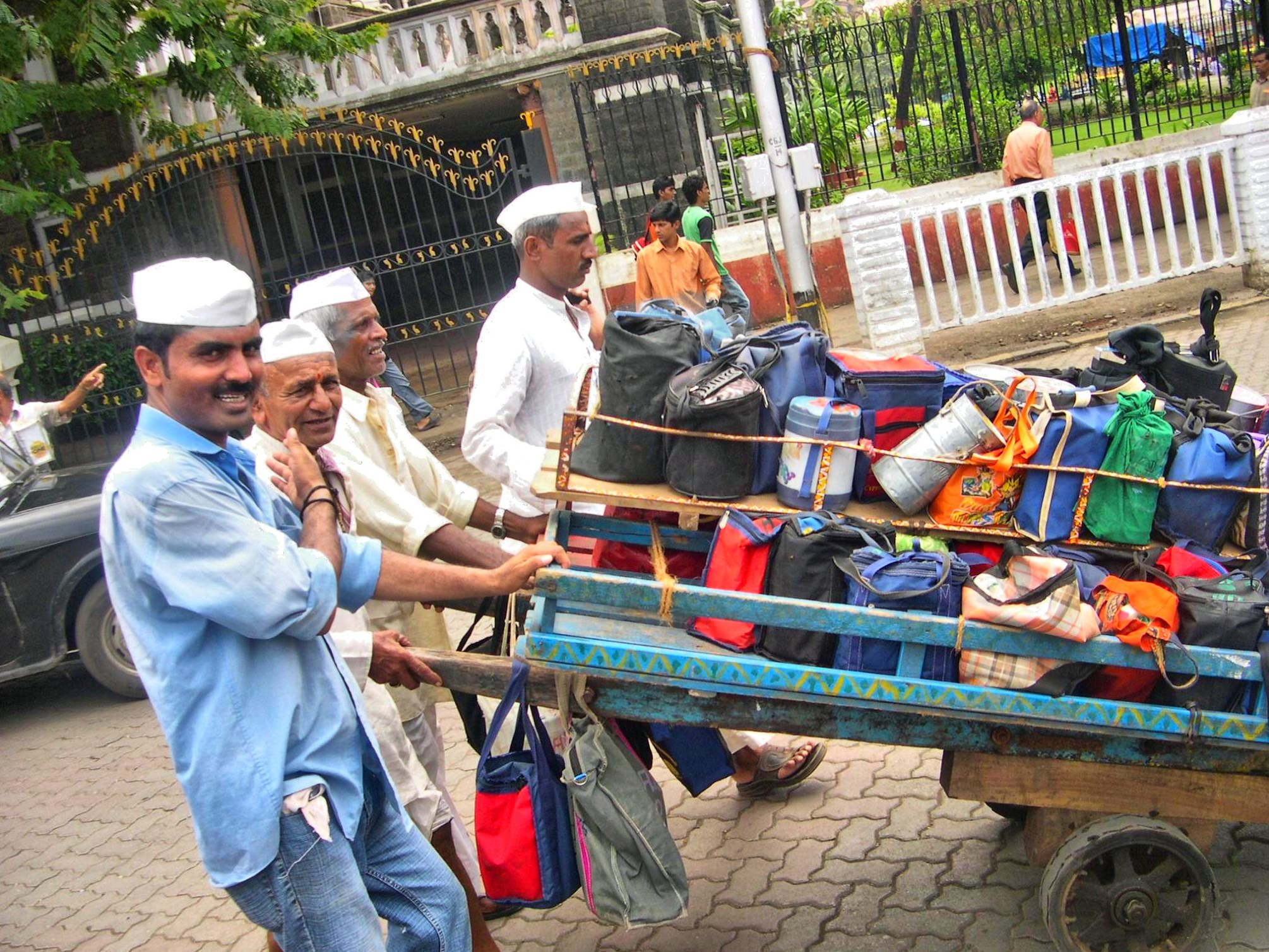

Contenus
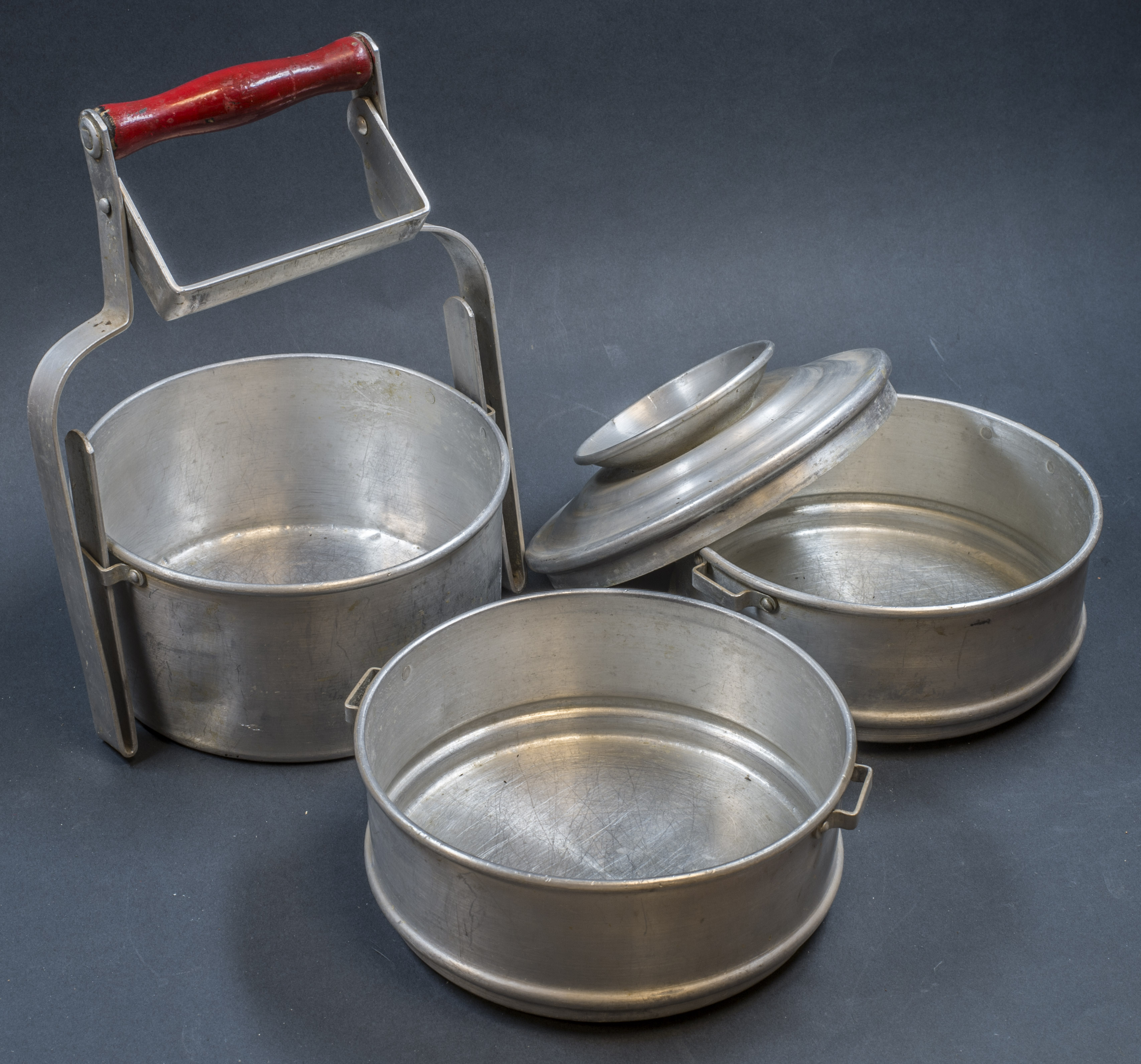
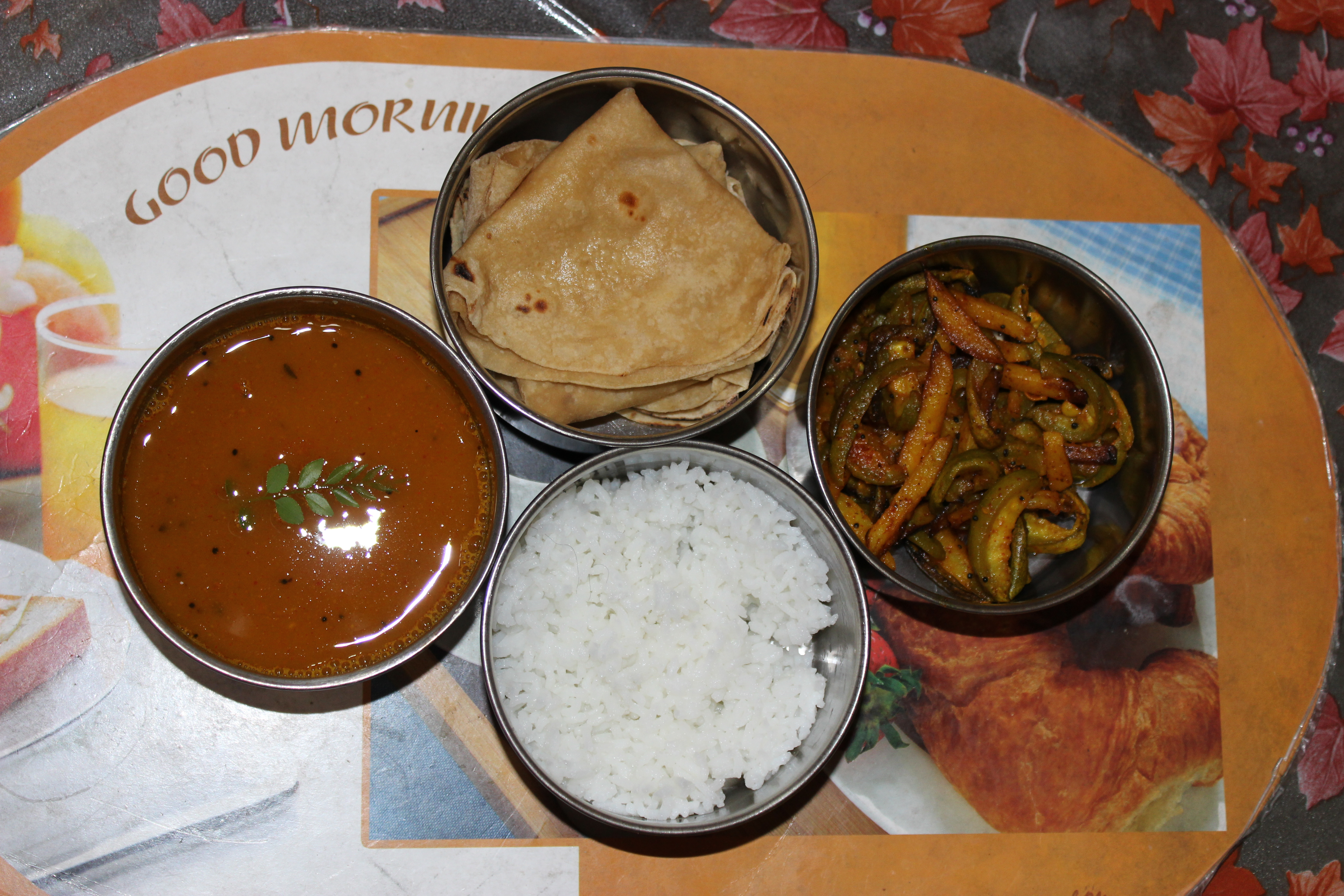
Un tiffin ouvert : quatre mets du repas gujaratis  : (dans le sens des aiguilles d'une montre à partir de la gauche) daal (soupe de lentilles), rotli (pain plat), shaak (légumes cuits), bhat (riz)
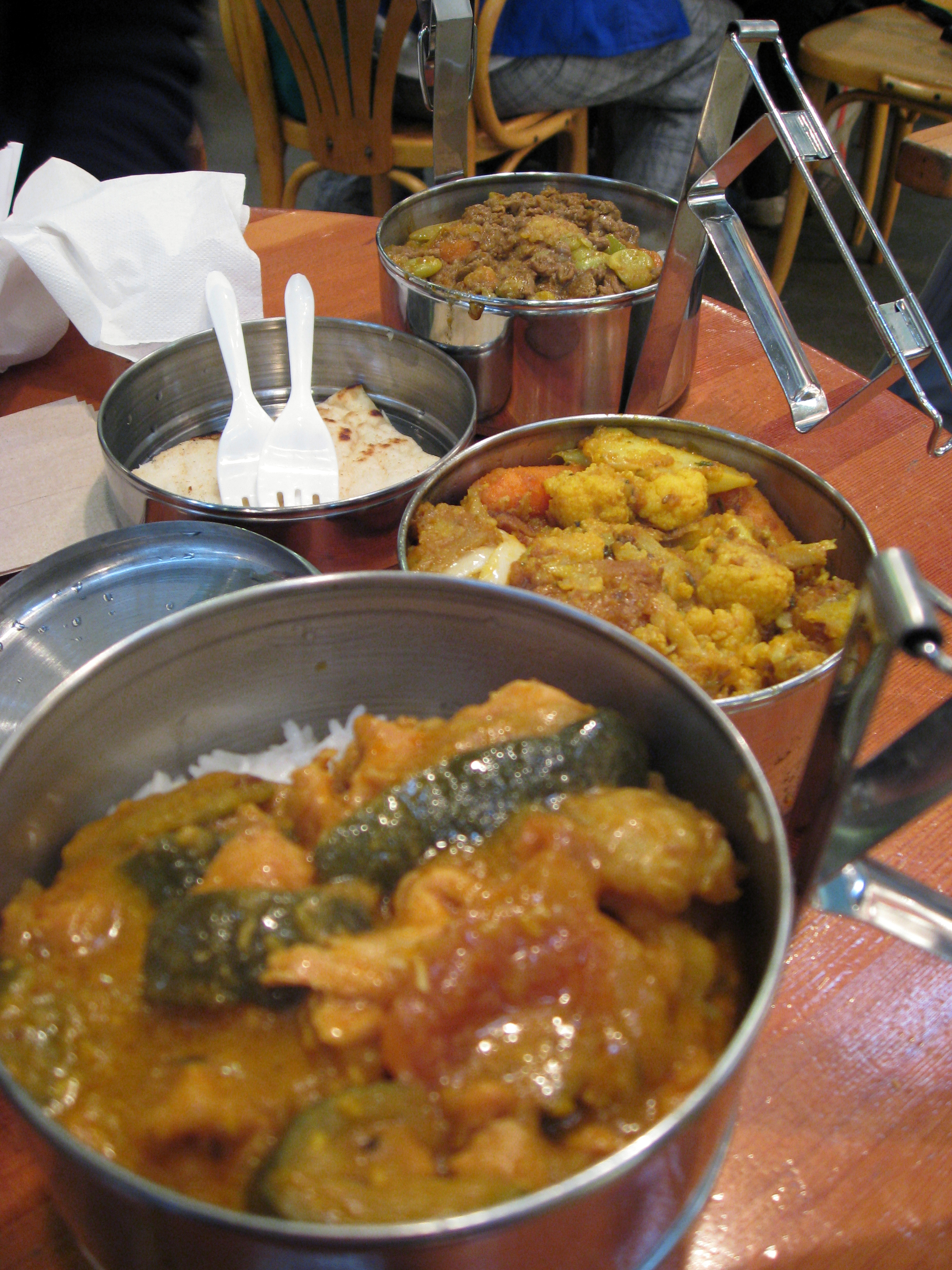
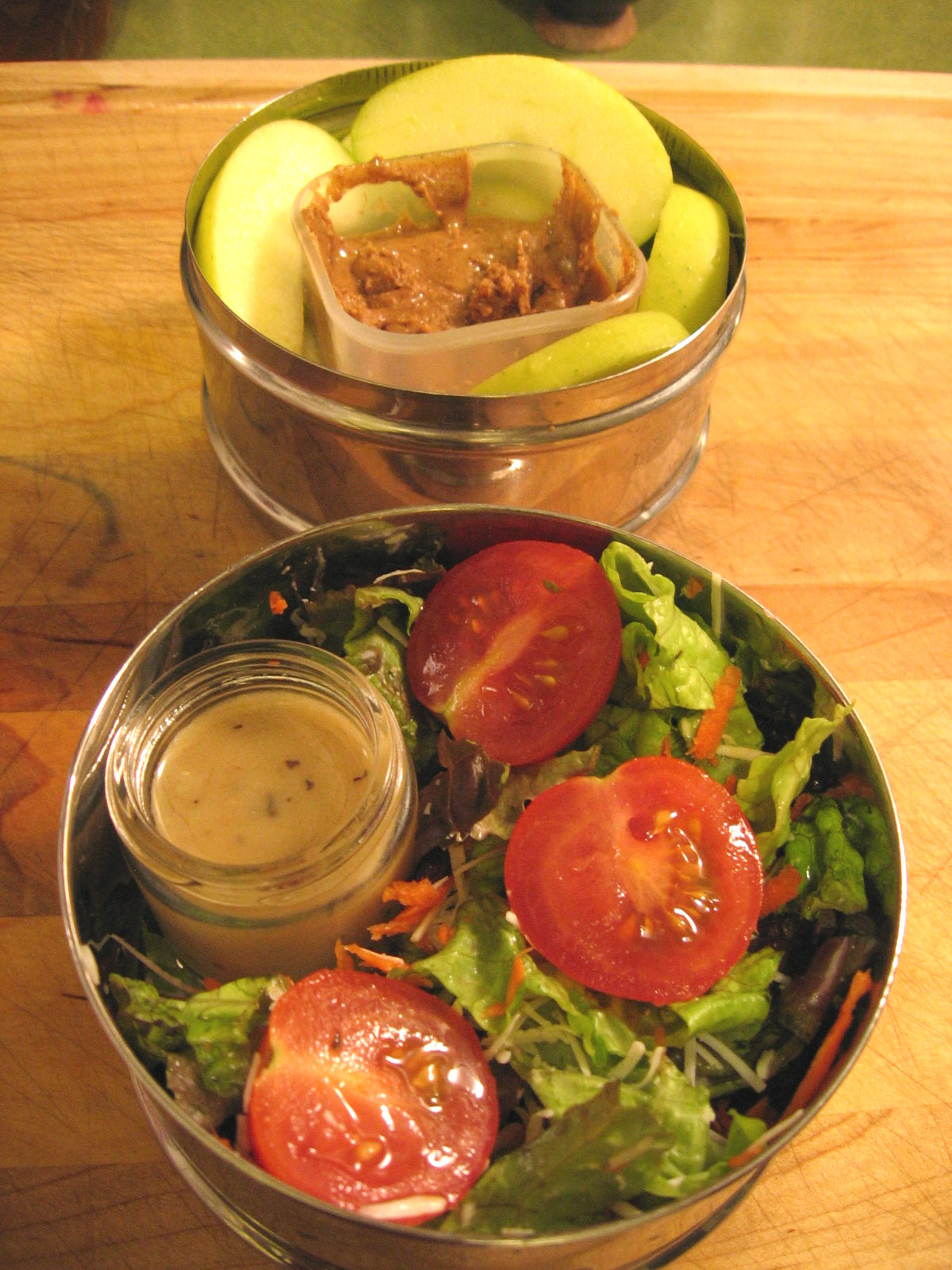